# Вілсон Перес
Вілсон Перес (ісп. Wilson Pérez, нар. 9 серпня 1967, Барранкілья) — колумбійський футболіст, що грав на позиції правого захисника, зокрема за клуб «Америка де Калі», а також національну збірну Колумбії.
Чотириразовий чемпіон Колумбії. 

## Клубна кар'єра
У дорослому футболі дебютував 1985 року виступами за команду «Америка де Калі», в якій провів десять сезонів, взявши участь у 230 матчах чемпіонату.  Більшість часу, проведеного у складі «Америка де Калі», був основним гравцем на правому фланзі захисту команди.
Згодом з 1996 по 2000 рік грав у складі команд «Депортіво Унікоста», «Індепендьєнте Медельїн», «Америка де Калі» та «Мільйонаріос».
Завершив ігрову кар'єру у команді «Атлетіко Хуніор», за яку виступав протягом 2001 року.

## Виступи за збірні
1987 року залучався до складу молодіжної збірної Колумбії.
1989 року дебютував в офіційних матчах у складі національної збірної Колумбії.
У складі збірної був учасником розіграшу Кубка Америки 1989 року в Бразилії, розіграшу Кубка Америки 1993 року в Еквадорі, на якому команда здобула бронзові нагороди, а також чемпіонату світу 1994 року в США.
Загалом протягом дев'ятирічної кар'єри в національній команді провів у її формі 47 матчів, забивши 3 голи.

## Титули і досягнення
- Чемпіон Колумбії (4):

«Америка де Калі»: 1985, 1986, 1990, 1992
- Чемпіон Південної Америки (U-20): 1987
- Бронзовий призер Кубка Америки: 1993